# Salvador flygplats
Salvador internationella flygplats – Deputado Luís Eduardo Magalhães (portugisiska: Aeroporto internacional de Salvador – Deputado Luís Eduardo Magalhães, officiellt: Salvador Bahia Airport, tidigare: Aeroporto internacional de Salvador – Dois de Julho)  är en flygplats i Salvador i Bahia i Brasilien.
Terrängen runt flygplatsen är platt. Havet är nära flygplatsen åt sydost. Trakten är tätbefolkad. Närmaste större samhälle är Lauro de Freitas, 1,9 km norr om flygplatsen.